# 貞簡皇后
貞簡皇后曹氏（854年—925年8月3日），太原人，後唐太祖李克用的寵妾，後唐莊宗李存勗的生母。
曹氏美貌出眾，性情謙和，嫁給李克用後甚得嫡妻劉氏的喜愛，劉氏對李克用說：“妾觀曹姬非常婦人，王其厚待之。”曹氏生下四子一女，即後唐莊宗李存勗、永王李存霸、申王李存渥、雅王李存紀及長女瓊華長公主。
同光元年（923年）閏四月，李存勗稱帝，尊生母曹氏為皇太后，而嫡母劉氏竟只尊為皇太妃，違背了尊嫡母為皇太后的制度。又派皇弟李存渥、皇子李繼岌迎接曹太后來洛陽。同光三年（925年），独自留在晋阳的刘太妃病重，曹太后要亲自去晋阳探望，李存勗劝道：“时方暑毒，山路崎岖，无烦往复，可令存渥辈迎侍太妃。”曹太后就沒有去。後來得知劉太妃死訊，曹太后痛哭不已，因此生病，同年冬十月崩，諡號貞簡皇后。
戏曲《珠帘寨》称之为曹玉娥。

## 延伸阅读
[在维基数据编辑]
 在维基文库阅读此作者作品
 《舊五代史·卷49》，出自薛居正《舊五代史》